# Siouxsie Wiles
Siouxsie Wiles (* como Susanna Wiles) MNZM é uma microbiologista britânica especializada em doenças infecciosas e bioluminescência.

## Biografia
Siouxsie Wiles cresceu no Reino Unido e na África do Sul.
Ela estudou Microbiologia Médica, na Universidade de Edimburgo, graduando-se em 1997. Ela então foi para o Centro de Ecologia e Hidrologia do Reino Unido, em Oxford, para seu doutorado. Depois de receber seu Ph.D., ela foi para o Imperial College London e fez pesquisas sobre Mycobacterium tuberculosis. Lá ela começou a combinar bioluminescência e microbiologia para poder ver o desenvolvimento de bactérias mais rapidamente. Em 2007, tornou-se professora do Imperial College.[carece de fontes?]
Ela se transferiu para a Universidade de Auckland, na Nova Zelândia, em 2009, depois de receber a bolsa Sir Charles Hercus do Conselho de Pesquisa em Saúde da Nova Zelândia e vive na Nova Zelândia desde então. Lá ela dirige um laboratório de luminescência de bactérias resistentes a antibióticos. Ao mesmo tempo, ela começou a fazer reportagens sobre ciência. Ela continuou a desenvolver isso e foi reconhecida por seu compromisso com o Prêmio de Comunicação Científica da New Zealand Science Association (NZAS) em 2012 e, no ano seguinte, o Prêmio de Comunicação Científica do Primeiro Ministro e a Medalha Paul Callaghan, da Royal Society of New Zealand.
Siouxsie Wiles é casada com o matemático neozelandês Steven Galbraith e tem uma filha.

## Prêmios
Siouxsie Wiles recebeu inúmeros prêmios, incluindo:
- 2005: Centro Nacional do Reino Unido para Substituição, Refinamento e Redução de Animais em Pesquisa (NC3Rs) 3. Lugar
- 2009: Bolsa Sir Charles Hercus do Conselho de Pesquisa em Saúde da Nova Zelândia
- 2011: Comitê Consultivo Nacional de Ética Animal (NAEAC) Os Três Rs para o Uso Ético de Animais em Experimentos
- 2012: Prêmio de Comunicação Científica da Associação Científica da Nova Zelândia (NZAS)
- 2013: Medalha Paul Callaghan da Royal Society of New Zealand
- 2013: Prêmio de Comunicação Científica do Primeiro Ministro da Nova Zelândia
- 2016: Blake Leader Award do Sir Peter Blake Trust
- 2018: Finalista para o neozelandês do ano do Kiwibank
- 2019: Nomeada Membro da Ordem de Mérito da Nova Zelândia por serviços de microbiologia e comunicação científica

## Trabalhos
- Wiles, Siouxsie, Resistência aos antibióticos: o fim da medicina moderna?, 2017, ISBN 9780947518653
- Shirley, O.C., Bayan, A., et al. Os sistemas de capacete cirúrgico afetam a contaminação da ferida intraoperatória? Um estudo randomizado controlado em Archives of Orthopaedic and Trauma Surgery 2017, 137
- Sun, Y., Emolo, C., Holtfreter, S., et al., Staphylococcus Protein A contribui para a colonização persistente de camundongos com Staphylococcus aureus no Journal of bacteriology 2018, 200 (9).10.1128/JB.00735-17
- Murdoch, D., Addidle, M., Andersson, H.-S. et al., Políticos: por favor, trabalhem juntos para minimizar a propagação do COVID-19 no jornal médico da Nova Zelândia 2020, 133 (1511), pp. 7-8.
- Yathursan S, Wiles S, Read H & Sarojini V Uma revisão sobre peptídeos antituberculose: Impacto da estrutura peptídica na atividade antituberculose. no Jornal da Ciência Peptídica : uma publicação oficial da European Peptide Society 2019, 5 (11)10.1002/psc.3213
- Merry AF Gargiulo DA et al., O efeito da implementação de um pacote de prática asséptica para anestesistas para reduzir infecções pós-operatórias, o estudo Be Cleaner (ABC) dos anestesistas: protocolo para uma cunha escalonada, cluster randomizado, estudo multisítio. nas Provas 2019, 20(1)10.1186/s13063-019-3402-8
- Ryder, BM, Sandford, SK, et al. Células Gr1(int/high) dominam a resposta precoce de fagócitos à infecção pulmonar micobacteriana em camundongos em Frontiers in Microbiology 2019, 1010.3389/fmicb.2019.00402